# Déi zwéi vum Bierg
Déi zwéi vum Bierg ist ein luxemburgischer Film von Menn Bodson, Marc Olinger und Gast Rollinger aus dem Jahr 1985. Der Film spielt in Luxemburg im Zweiten Weltkrieg und schildert das alltägliche Leben während der deutschen Besatzung.

## Handlung
In der Zeitung „Luxemburger Wort“ vom 19. April 1939 steht auf der Titelseite die Überschrift „Die Wiedergeburt unserer nationalen Unabhängigkeit vor hundert Jahren“. Es werden weitere Zeitungsseiten gezeigt, bis schließlich die Titelseite des „Luxemburger Wort“ vom 31. Dezember 1939 zu sehen ist. Der Pastor geht durch das kleine Dorf im Norden Luxemburgs, wo Mill an ihm vorbeifährt, der gerade auf dem Weg zu drei Arbeitern ist, die in einem Graben an einer Leitung arbeiten.
Der Pastor beendet die Silvestermesse und spricht anschließend mit Välten, der die Orgel spielt, darüber, ob er ihm ein neues Lied vorspielen könnte, das er mit den Kindern einstudieren möchte. Josette steht mit ihren Eltern in der Küche, als Mill sie und Pitt abholen kommt. Zusammen holen sie Välten ab, um Vältens und Mills 20. Geburtstag und Silvester zu feiern. Mill und Välten versprechen sich, immer füreinander da zu sein.
Välten fährt mit einer Kutsche einen Feldweg entlang und trifft auf Josette, die gerade auf dem Weg zum Feld ist, wo bereits Kartoffeln gesetzt werden. Sie bietet ihm eine Tasse Kaffee an, was er annimmt und sie breiten eine Picknickdecke aus. Dabei werden sie von Jemp beobachtet. Die beiden werden gestört, als Mill mit seinem Lastwagen angefahren kommt. Sie gehen ihrer Wege. Mill hält bei Välten an und erzählt ihm, dass er in Martelange Steine laden sollte. Doch die belgischen Soldaten haben ihm geraten, die Grenze so schnell wie möglich wieder zu überqueren, da sie um 16 Uhr geschlossen wird.
Deutsche Soldaten kommen am Hof der Zimmers an, wo Gréit sie freudig begrüßt. Die Soldaten fragen nach dem Weg zu den Schröders, den die Zimmers ihnen geben. Bei den Schröders angekommen, beschlagnahmen die Soldaten ihren Lastwagen. Sie nehmen auch das Pferd, um eine Haubitze zu transportieren. Nach der Ankunft der Deutschen hängt die Familie Zimmer eine Hakenkreuzflagge auf, was Mill aufregt und zur Diskussion führt. Als Mill ging, sagte Gréit zu ihm, er solle doch auf seine Josette aufpassen und sie fragen, was mit Välten los sei, als er mit seinem Lastwagen aus Martelange kam. Daraufhin ging er zu Josette nach Hause und wollte sich mit ihr aussprechen. Sie trennten sich und nach kurzer Zeit kamen Mill und Josette zusammen. Vor ihrer Hochzeit müssen Välten und Josette das traditionelle Schießen absolvieren. Wegen dieser Tradition wurden zwei Jungs und Mill zur Kreisleitung in Diekirch bestellt und verhört. Im Verhör sagt Mill, dass er nichts damit zu tun hat, da er nicht dabei war.
Die deutschen Besatzer beginnen damit, Luxemburger zur Wehrmacht zu rekrutieren. Einige aus dem Ort, darunter auch Välten und Pitt, beteiligen sich an dem Generalstreik. Mill muss zur Musterung, bei der er als unabkömmlich eingestuft wird. Pitt wird in die Wehrmacht eingezogen. Der Lehrer fragt daraufhin Mills Familie, ob sie seinen Jungen verstecken können. Sie beginnen direkt mit einem Plan und dessen Umsetzung. Der Lehrer versucht auch, einen Juden beim Pastor zu verstecken. Mill soll für den Lehrer einen „Verfolgten“ ablenken, während andere seine Sachen durchsuchen. Sie tun so, als würden sie ihn weiter wegbringen, und erschießen ihn im Wald, da sich herausgestellt hat, dass er ein Spion der Gestapo war.
Die Gestapo taucht schließlich bei den Deckesch auf und es kommt zu einer Schießerei, bei der zwei Männer, die wegen Fahnenflucht bzw. Kriegsdienstverweigerung untergetaucht sind, aus dem Haus flüchten können. Die Tochter von Välten und Josette wird in die Obhut der Familie Zimmer gegeben. Gréit verrät der Gestapo, dass Välten sich in der Kirche aufhält. Josette und Néckel werden festgenommen. Mill läuft in die Kirche, um Välten zu warnen, dass die Gestapo nach ihm sucht. Der Pastor versteckt Välten im Glockenturm. Jemp bringt das Kind zu den Großeltern.
Die Gestapo verhört den Pastor und drängt ihn, den Schlüssel für das Kirchentor herauszugeben. Danach treiben sie alle Männer zusammen und durchsuchen alle Gebäude im Ort nach Fahnenflüchtigen, finden jedoch niemanden. Mill versteckt Välten und einen weiteren Fahnenflüchtigen im „Bunker“. Dort erkrankt Välten, weshalb Mill einen Arzt sucht. Mill schmuggelt Välten daraufhin in einem holzbeladenen Karren zu Pierre. Dort besucht ihn Dëmm, und Välten fragt ihn, wo seine Tochter, sein Vater und Josette sind. Er erfährt, dass Josette und Néckel festgehalten werden und nur freigelassen werden, wenn er sich der Gestapo stellt.
Pitt stirbt im Lazarett und Jemp, wieder mal besoffen, möchte den Eltern das Beileid der Ortsgruppe mitteilen, wird aber sofort rausgeschmissen. Wegen Jemps wiederholter Trunkenheit wird Gréit von der Gestapo über den Grund befragt. Sie kooperiert mit der Gestapo, damit Jemp seine Stelle behält. Daraufhin verhaftet die Gestapo einige Männer, unter anderem auch Mill, welchen sie foltern, um zu erfahren, wo Välten ist. Mill wird ins Gefängnis gesteckt, wird aber, als die US-Armee anrückt, freigelassen. Auch Välten kommt aus seinem Versteck. Die Zimmers werden wegen Kollaboration mit den Nazis verhaftet und die Frauen des Dorfes gehen auf Gréit los. Mill geht dazwischen.
Die Deutschen beginnen mit einer Gegenoffensive und die Dorfbewohner fliehen. Als der Krieg zu Ende ging, kam wieder Leben ins Dorf. Am Ende kommt Vältens Vater aus einem Arbeitslager zurück, der Lehrer wird wegen psychischer Probleme von Mitarbeitern des Roten Kreuzes abgeholt und Mill, der während er auf dem Feld arbeitet, seine Rückenverletzung anfängt zu schmerzen, stirbt zuhause daran. Nach der Beerdigung von Mill erfährt Välten, dass Josette im KZ Ravensbrück vergast wurde.

## Produktion
Der Film wurde von Februar bis Dezember 1984 in Everlingen gedreht.

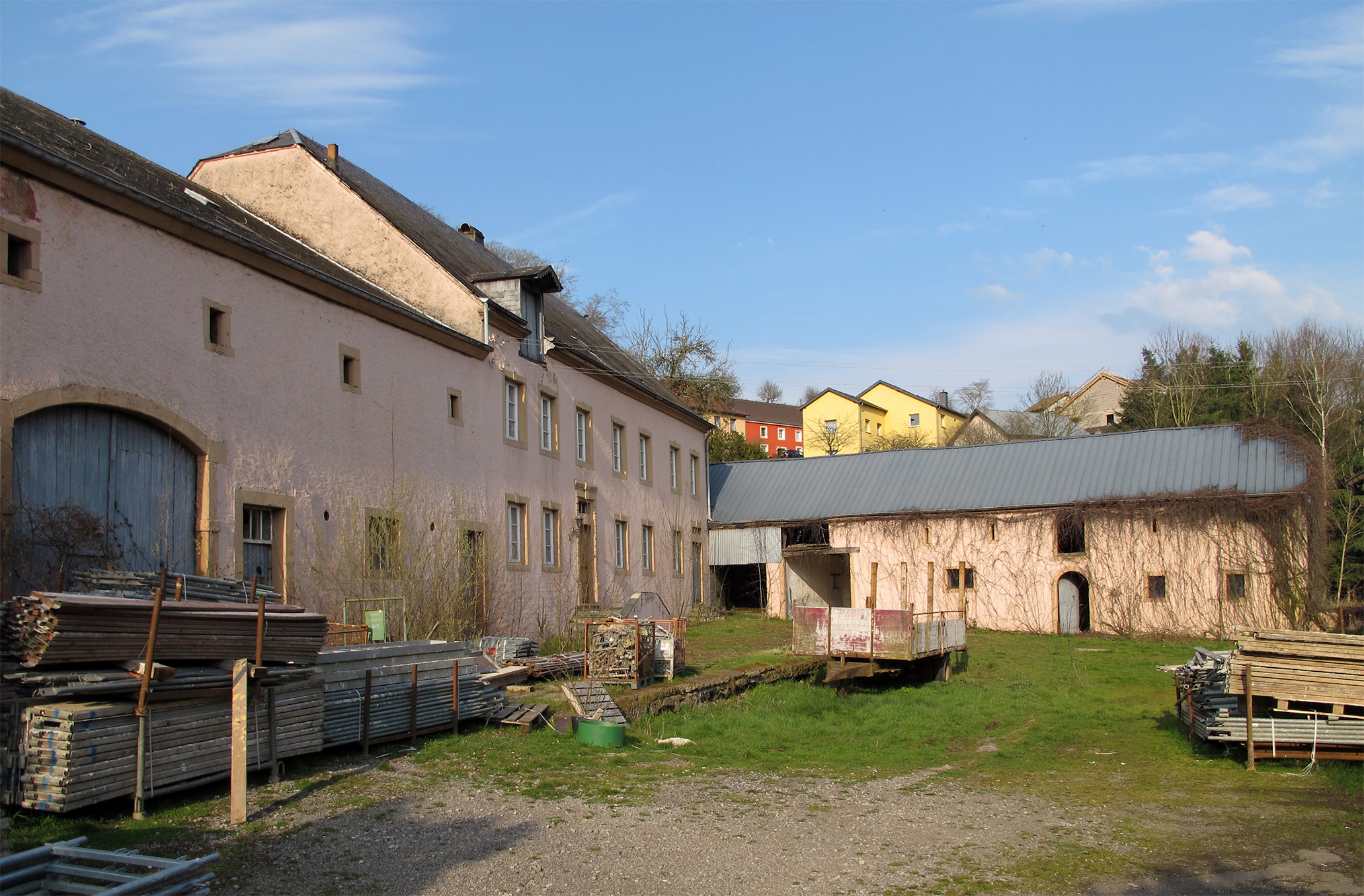
Drehort am 4 rue de Schandel, Everlingen
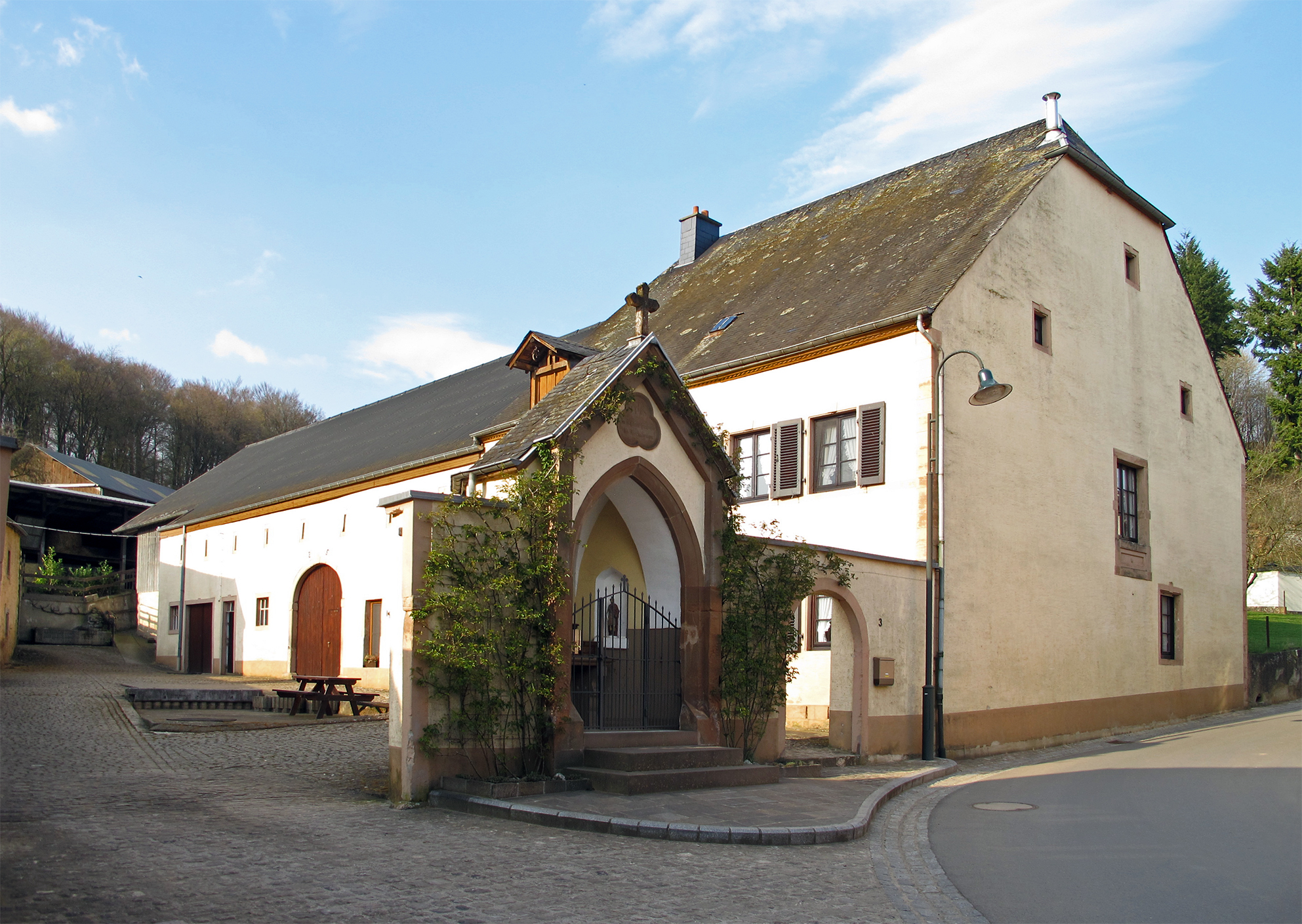
Drehort am 3 rue de Schandel, Everlingen

## Veröffentlichung
Das Nationale Audiovisuelle Zentrum brachte den Film 2001 auf Videokassette heraus, von der allein in der Weihnachtszeit über 700 Exemplare verkauft wurden. 2002 wurden weitere 491 Exemplare verkauft, und 2003 kamen noch einmal 100 Exemplare hinzu.